# Vasílis Anastópoulos
Pour les articles homonymes, voir Anastópoulos.
Vasílis Anastópoulos (en grec moderne : Βασίλης Αναστόπουλος), né le 20 décembre 1975 à Mégalopolis, est un coureur cycliste grec.

## Biographie
Il est le premier cycliste grec à passer professionnel lorsqu'il s'engage avec la formation autrichienne Volksbank en 2002. Il a détenu 17 titres de champion de Grèce toutes catégories confondues. Il obtient sa principale victoire sur le Tour de Grèce en 2003.
Il a occupé pendant plusieurs années le poste d'entraîneur et manager général au sein de la fédération grecque avant d'intégrer l'équipe SEG Racing Academy en tant que manager de la performance. En octobre 2019, il devient entraîneur au sein de l'équipe World Tour Deceuninck-Quick Step. En octobre 2023, l'équipe Astana Qazaqstan l'engage à la suite des recrutements de Mark Cavendish et Michael Mørkøv.

## Palmarès sur route
- 1995
  - 2e étape du Tour de Rhodes
  - 3e du championnat de Grèce sur route
- 1997
  - 7e étape du Tour de Turquie
- 1998
  - 9e étape du Tour de Grèce
  - 1re étape du Tour de Yougoslavie
- 2000
  -  Champion de Grèce sur route
  - Tour d'Achaïe :
    - Classement général
    - 3 étapes

  - Tour de Lesbos :
    - Classement général
    - 2 étapes
- 2001
  -  Champion de Grèce sur route
  -  Champion de Grèce du contre-la-montre
- 2002
  -  Champion des Balkans sur route
  - 2e et 3e étape du Tour de Rhodes
  - 3e et 6e étapes du Tour de Grèce
  - 2e du championnat de Grèce du contre-la-montre
- 2003
  - Tour d'Achaïe :
    - Classement général
    - 1re et 2e étapes

  - Tour de Grèce :
    - Classement général
    - 2e étape

  - 2e du championnat de Grèce du contre-la-montre
- 2004
  -  Champion de Grèce sur route
  - 2e du championnat de Grèce du contre-la-montre
- 2005
  -  Champion de Grèce sur route
  - Tour de l'Attique
  - 3e du championnat de Grèce du contre-la-montre
- 2006
  - 3e du championnat de Grèce sur route
  - 3e du championnat de Grèce du contre-la-montre
- 2009
  - 2e du championnat de Grèce du contre-la-montre
  - 3e du championnat de Grèce sur route

## Palmarès sur piste

### Championnats des Balkans
- 1998
  -  Champion des Balkans de la course aux points
- 1999
  -  Champion des Balkans de poursuite par équipes (avec Panagiótis Lékkas, Elpidofóros Potourídis et Ioánnis Tamourídis)

### Championnats nationaux
- 1995
  - 2e du championnat de Grèce de poursuite par équipes
- 1998
  - 2e du championnat de Grèce de course aux points
  - 3e du championnat de Grèce de poursuite
- 1999
  -  Champion de Grèce de course aux points
- 2005
  - 3e du championnat de Grèce de poursuite par équipes